# La Menace (Roussel)
Pour les articles homonymes, voir La Menace.
La Menace, op. 9, est une mélodie pour chant et orchestre d'Albert Roussel composée en 1908 sur un poème d'Henri de Régnier.

## Présentation

### Texte
Le texte de la mélodie est d'Henri de Régnier, extrait du recueil La Sandale ailée (publié en 1906) : Roussel avait déjà puisé dans sa poésie la matière des Quatre poèmes, op. 3, et des Quatre poèmes, op. 8.

### Mélodie
Albert Roussel compose La Menace en 1908 pour soprano et orchestre, et réalise ensuite une réduction pour piano de l’œuvre, dédiée à Mme Gustave Samazeuilh.
Le manuscrit est daté du 2 novembre 1908 et la partition est publiée par Rouart-Lerolle en 1910 pour les deux versions (avec orchestre et avec piano).

### Orchestration
| Instrumentation de La Menace                                         |
| Bois                                                                 |
| 2 flûtes, 2 hautbois, cor anglais, 2 clarinettes en la, 2 bassons    |
| Cuivres                                                              |
| 4 cors en fa, 2 trompettes en ut, 3 trombones                        |
| Percussions                                                          |
| 2 timbales, triangle, cymbales, grosse caisse                        |
| Claviers / cordes pincées                                            |
| célesta, harpe                                                       |
| Cordes                                                               |
| Premiers violons, seconds violons, altos, violoncelles, contrebasses |

## Création
La mélodie est créée le 11 mars 1911 aux Concerts Hasselmans, salle Gaveau, par Léontine Willaume-Lambert et l'orchestre Hasselmans dirigé par Louis Hasselmans.
La version pour voix et piano est créée le 24 avril 1912 aux concerts Engel-Bathori par Jane Bathori accompagnée de Philipp Jarnach.

## Analyse
La mélodie porte le numéro d'opus 9 et, dans le catalogue des œuvres du compositeur établi par la musicologue Nicole Labelle, le numéro L 10.
Par rapport aux précédentes mélodies de Roussel, Gilles Cantagrel souligne le « caractère plus romantique » de La Menace et considère qu'il « s'agit plutôt d'un récitatif dramatique d'opéra, durchkomponiert » qui évoque « non sans quelque grandiloquence la menace de l'amour détruit ».
Musicalement, « la ligne de chant domine une évocation symphonique aux rythmes heurtés et à l'harmonie franckiste, abondant en intervalles diminués et en dissonances appuyées ».
Damien Top remarque que les « douloureux chromatismes sourdant à l'orchestre parfaitement maîtrisé se retrouveront dans les ballets de la maturité ».
La durée moyenne d'exécution de l’œuvre est de sept minutes environ.

## Discographie

### Chant et orchestre
- Albert Roussel : Bacchus et Ariane, mélodies — Véronique Gens (soprano), François Le Roux (baryton), Orchestre national d'Île-de-France dirigé par Jacques Mercier, RCA 74321 606312 (1998)
- Albert Roussel : les mélodies (intégrale) — Marie Devellereau (soprano), Yann Beuron (ténor), Laurent Naouri (baryton), Billy Eidi (piano), Jean-Yves Ossonce (direction), Orchestre philharmonique du Luxembourg, Timpani 2C2064 (2001)

### Chant et piano
- Albert Roussel Edition (CD 9) — Kurt Ollmann (baryton), Dalton Baldwin (piano), Erato 0190295489168 (2019)[5]

### Ouvrages généraux
- Gilles Cantagrel, « Albert Roussel », dans Brigitte François-Sappey et Gilles Cantagrel (dir.), Guide de la mélodie et du lied, Paris, Fayard, coll. « Les Indispensables de la musique », 1994, 916 p. (ISBN 2-213-59210-1), p. 571-577.

### Monographies
- Nicole Labelle, Catalogue raisonné de l'œuvre d'Albert Roussel, Louvain-la-Neuve, Département d'archéologie et d'histoire de l'art, Collège Érasme, coll. « Publications d'histoire de l'art et d'archéologie de l'Université catholique de Louvain » (no 78), 1992, 159 p.
- Damien Top, Albert Roussel : Un marin musicien, Biarritz, Séguier, coll. « Carré Musique », 2000, 170 p. (ISBN 2-84049-194-X).
- Damien Top, Albert Roussel, Paris, Bleu nuit éditeur, coll. « Horizons » (no 53), 2016, 176 p. (ISBN 978-2-35884-062-0).